# Peristeria lindenii
Peristeria lindenii är en orkidéart som beskrevs av Robert Allen Rolfe. Peristeria lindenii ingår i släktet Peristeria och familjen orkidéer. Inga underarter finns listade i Catalogue of Life.